# Ixtapa

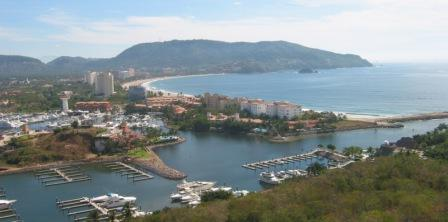
Marina d'Ixtapa

Ixtapa o Ixtapa-Zihuatanejo és un centre turístic de Mèxic situat al municipi de Zihuatanejo de Azueta a la costa pacífica de la regió occidental de l'estat de Guerrero, a 240 km al nord-oest d'Acapulco. Ixtapa va ser desenvolupat pel govern mexicà la dècada de 1970, amb el finançament del Banc de Mèxic i el Banc Mundial i construït sobre el que era una plantació de cocos i l'estuari d'un pantà de mangle. En l'actualitat és una de les destinacions turístiques més importants de l'estat de Guerrero. El 2005, el municipi de Zihuatanejo de Azueta tenia 62.367 habitants, 6.406 dels quals eren residents d'Ixtapa.